# 高崎恵理
髙﨑 恵理 （たかさき えり、1985年12月19日 - ）は、日本の北部九州で主に活動するフリーアナウンサー。元 熊本朝日放送及び福岡放送のアナウンサーである。福岡県出身。夫は元ロアッソ熊本DF筑城和人

## 人物
福岡県立朝倉高等学校、福岡大学人文学部英語学科卒業後、旅行代理店勤務を経て、2010年にKAB熊本朝日放送に入社。2016年11月に地元のFBS福岡放送に移籍し、2018年3月で退職。
退職後はフリーランスアナウンサーとなる。
特技は卓球、趣味は身体を動かすこと。
2014年には第13回ANNアナウンサー賞大賞を受賞した。
2021年2月28日放送の「STEP」で妊娠7ヶ月であることを公表、翌月の当該番組終了と共に産休入りし、翌年復帰した。1児の母。

## 担当番組
2022年4月現在

### テレビ
熊本朝日放送
- KABニュース
  - KABの局アナ時代はシフト勤務。2022年4月より[3]フリーの立場で復帰し、一部のシフトに入っている。

## 過去の担当番組

### フリーアナウンサー転身後

#### テレビ
- シリタカ!（2018年4月2日 - 2021年3月26日、九州朝日放送）

#### ラジオ
- STEP（2020年4月5日 - 2021年3月28日、KBCラジオ）

### FBS時代
- NEWSめんたいPlus

### KAB時代
- ファイブチャンネル（2代目女性MC、2010年4月3日 - 2013年1月26日）
- 駅前TVサタブラ（土曜9:30 - 10:40、メインキャスター、2013年2月2日 - 2016年10月29日）
  - 最終回(2018年3月3日)にも飛び入り出演した。

- くまパワNEWS（月曜 - 金曜18:25 - 18:54、「つながる情報テレビ くまパワ」の放送休止時のみメインキャスターとして出演）

## 映画
- うつくしいひと（2016年）- KABアナウンサーの時に出演